# Microbe et Gasoil
Microbio y Gasolina, Microbio y Gasoil o La loca historia de Microbio y Gasolina, en francés Microbe et Gasoil es una película francesa de 2015 dirigida por Michel Gondry.

## Sinopsis
Daniel, apodado "Microbio", es un niño tímido y soñador. Cuando Théo, conocido como “Gasoil”, más abierto y descarado, aterriza en su clase durante el año, nace una fuerte amistad entre los dos adolescentes.
A medida que se acercan las vacaciones de verano, una loca idea germina en la cabeza de los dos amigos: construir su propio coche con unas pocas tablas y una cortadora de césped, y ponerse en marcha por las carreteras de Francia.

## Producción

### Génesis y desarrollo
En un principio, tras L'Écume des jours (2013), Michel Gondry quiso adaptar otra novela, Ubik de Philip K. Dick, aunque Audrey Tautou sugierió que se hiciese una película más personal.

### Casting
Para los papeles principales, Michel Gondry eligió a dos jóvenes actores con poca experiencia. : Ange Dargent y Théophile Baquet. Si bien Dargent interpreta aquí su primer papel, Baquet ya había actuado en La nueva guerra de los botones (2011) de Christophe Barratier.
Étienne Charry, que interpreta al organizador del concurso de dibujo aquí, compuso previamente la música para L'Écume des jours y el segmento de Michel Gondry en Tokio. También fue miembro del grupo Oui Oui, en el que Michel Gondry era el baterista.

### Rodaje
Tuvo lugar entre agosto y octubre de 2014, en Île-de-France, y sobre todo Versalles. Las escenas de la escuela secundaria se rodaron en el Lycée Michelet, en Vanves. La escena de la gasolinera de Auxerre se filmó en realidad en la ciudad de Maule (Yvelines) ), en Borgoña-Franco Condado, en Yonne, Avallon, y en el Barrage de Pannecière en Montigny-en-Morvan, en Nièvre en Corbigny y Lormes., y en Ouroux en Morvan

### Música
Para la música de la película, Michel Gondry elige a Jean-Claude Vannier, un músico que ha colaborado mucho con Serge Gainsbourg.